# テルル石
テルル石（テルルせき、tellurite）は、二酸化テルル（β-TeO2）から成る希少な酸化鉱物である。

## 産出
テルルを含む鉱床の酸化帯で、白色ないし黄白色の透明な針状角柱結晶で産出する。1842年に、ルーマニアアルバ県ズラトナFaţa Băiiで初めて発見されたとされている。

## 溶解性
水に実質的に不溶性であるが、酸や塩基を介して溶解する。